# Hollow (Bleach)

Un gruppo di Menos Grande, di livello Gillian

Gli Hollow (虚?, Horō, dall'inglese hollow, "cavità", "vuoto" connotazione giapponese per "mostri vuoti") sono i principali antagonisti della serie manga e anime Bleach.
Sono degli spiriti mostruosi che, sopraffatti dai loro sentimenti negativi o tramutati contro la loro volontà, cominciano a cibarsi di altre anime. La trasformazione da Plus, cioè lo spirito di una persona recentemente deceduta, a Hollow può avvenire in caso di forte attaccamento del soggetto al mondo dei vivi e in caso di mancata purificazione da parte di uno Shinigami. Ogni Hollow possiede una maschera sul volto e una cavità nera in un punto del proprio corpo; in genere sono capaci di parlare e di pensieri articolati, sebbene le loro azioni siano il più delle volte guidate da istinti come la fame, la ferocia o il puro divertimento nell'uccidere e ferire. Come tutte le creature spirituali possiedono un'energia individuale chiamata reiatsu che possono aumentare divorando altre anime. Gli Arrancar (破面?, Arankaru, in spagnolo "strappare via" connotazione giapponese per "maschere rotte"), invece, sono una particolare categoria di Hollow che, attraverso la rimozione della propria maschera, hanno ottenuto un aspetto umanoide, un'elevata razionalità e una maggiore versatilità in battaglia. Il passaggio da Hollow ad Arrancar può avvenire in modo naturale o artificiale.
Gli Hollow fungono da espediente narrativo all'inizio della storia quando, sotto gli insegnamenti della impossibilitata Shinigami Rukia Kuchiki, l'umano Ichigo Kurosaki deve difendere la città di Karakura in sua vece dagli attacchi dei mostri; gli Arrancar vengono invece introdotti a seguito del ritorno di Ichigo dalla Soul Society e costituiscono i principali antagonisti fino alla loro sconfitta nella saga della falsa Karakura; gran parte di essi sono stati creati da Sōsuke Aizen grazie all'uso del potente artefatto magico Hōgyoku come soldati del suo esercito. Sebbene siano per certi versi sadici e violenti come tutti gli altri Hollow, gli Arrancar sono in grado di nutrire compassione, senso dell'onore e alcuni stringono addirittura amicizia con i protagonisti. Vengono mostrati per la prima volta mentre eseguono delle perlustrazioni nella città di Ichigo in piccoli gruppi ricognitivi, da cui hanno origine brevi scontri e infine una grande battaglia nel mondo dei vivi e nell'Hueco Mundo tra gli Arrancar e gli Shinigami più forti. In seguito alla sconfitta di Aizen, gli Arrancar sopravvissuti sono catturati dal Vandenreich e reclutati come soldati o giustiziati.
Gli Hollow e gli Arrancar abitano una dimensione chiamata Hueco Mundo (虚圏?, Weko Mundo, in spagnolo "mondo vuoto" connotazione giapponese per "regno oscuro"), un vasto deserto perennemente avvolto dalle tenebre cui gli Hollow possono accedere o lasciare creando una fenditura nello spazio chiamata Garganta (黒腔?, Garuganta, in spagnolo "gola, connotazione giapponese per "cavità nera"). Nell'Hueco Mundo gli Hollow possono colmare il loro appetito semplicemente respirando l'aria carica di reishi e sono minacciati solo dai loro simili che si sono dati al cannibalismo o alla caccia per puro svago. Un immenso palazzo chiamato Las Noches (虚夜宮?, Rasu Nōchesu, in spagnolo "le notti" connotazione giapponese "candore lunare") domina il panorama dell'Hueco Mundo e viene usato da Aizen, durante la sua permanenza nel mondo degli Hollow, come quartier generale.

## Classificazione e abilità
Gli Hollow che si cibano di altre anime diventano più forti e, raggiunto un certo livello, possono evolvere in esseri conosciuti come Menos (メノス?, Menosu, in spagnolo "minore", "meno" connotazione giapponese per "attributo negativo"), i quali si suddividono in tre stadi evolutivi successivi:
- I Gillian (最下大虚?, Girian), chiamati anche Menos Grande (大虚?, Menosu Gurande), sono conglomerati di Hollow dalle dimensioni gigantesche. Sono lenti, numerosi, tutti uguali nell'aspetto e dotati di una ridotta intelligenza. Un Gillian si forma quando un numero elevato di Hollow inizia a combattere e divorarsi a vicenda e, nel farlo, i loro spiriti finiscono con l'unirsi.
- Se tra gli spiriti che formano un Gillian prevale un ego particolarmente forte si può passare allo stadio di Adjuchas (中級大虚?, Ajūkasu, in spagnolo "demone di pietra" connotazione giapponese per "mostro demoniaco"). Dalle dimensioni ridotte rispetto ai Gillian, forma animalesca ed estremamente più rari, gli Adjuchas hanno un buon intelletto e una forza maggiore. Per rimanere in questo stato e sperare di potersi nuovamente evolvere sono costretti a divorare continuamente altri Hollow, altrimenti rischiano di regredire allo stadio di Gillian per sempre.
- I Vasto Lorde (最上大虚?, Vasuto Rōde, in spagnolo "grande signore" connotazione giapponese per "mostro sapiente") sono la forma definitiva, più potente e rara dei Menos. Dalle sembianze molto simili a quelle di un umano, la loro forza può addirittura essere superiore a quella di un capitano del Gotei 13. Il modo in cui un Menos diventa Vasto Lorde è sconosciuto; Grimmjow e le sue Fracción ipotizzarono che un Adjuchas potesse diventare un Vasto Lorde divorando grandi quantità di Hollow. Tuttavia, dopo averne divorati più di tremila, hanno ritenuto che questo metodo fosse inefficace, ipotizzando che la forma di Vasto Lorde sia predeterminata dalla nascita di un individuo come Hollow, o forse prima.

Tutti i Menos possiedono una pelle estremamente resistente chiamata Hierro (鋼皮 (イエロ?)?, Iero, in spagnolo "ferro", connotazione giapponese per "pelle d'acciaio") e sono in grado di utilizzare il Cero (虚閃?, Sero, in spagnolo "zero", connotazione giapponese per "lampo Hollow"), un potente raggio energetico che scagliano da diverse parti del corpo, e il Bala (虚弾?, Bara, in spagnolo "proiettile", connotazione giapponese per "proiettile lampo"), un proiettile composto da reiatsu solidificata, più debole ma estremamente più veloce del Cero. Gli Arrancar sono inoltre in grado di utilizzare il Sonido (響転?, Sonīdo, in spagnolo "suono", connotazione giapponese per "rivoluzione del suono"), una tecnica che consente di spostarsi ad elevata velocità, e una versione potenziata del Cero denominata Gran Rey Cero (王虚の閃光?, Guran Rei Sero, in spagnolo "grande re zero", connotazione giapponese per "lampo reale Hollow"). Infine, in analogia con gli Shinigami, gli Arrancar posseggono una zanpakutō che, se rilasciata attraverso un processo chiamato Resurrección (帰刃?, resurekushion, in spagnolo "resurrezione" connotazione giapponese per "ritorno alla spada"), libera il pieno potere del portatore conferendogli inoltre un aspetto simile a quello che aveva in forma di Hollow e guarendolo al contempo da tutte le ferite.

## Arrancar
A detta dell'autore Tite Kubo, il nome di molti Arrancar è una derivazione di quello di architetti e progettisti reali. Nella serie la maggior parte degli Arrancar è classificata come Números (数字持ち?, Numerosu, in spagnolo "Numeri"), gli individui più deboli, e ad ognuno è assegnato un numero di due cifre in base all'ordine di nascita.

### Espada
Gli Espada (十刃?, Esupāda, in spagnolo "spade", connotazione giapponese per "dieci spade") sono un gruppo di dieci Arrancar potenziati per mezzo dell'Hōgyoku da parte di Aizen e che costituiscono il nucleo del suo esercito personale. La loro forza è molto elevata, comparabile, se non superiore, a quella dei capitani del Gotei 13. Ogni membro è insignito di un numero che va da 1 a 10 in base alla quantità di reiatsu posseduta — non necessariamente corrispondente all'abilità o al valore — con 10 il più debole e 1 il più forte; Yammy Rialgo, tuttavia, rivela che il vero ordine va da 0 a 9, e che egli, in stato di Resurrección, diventa il Cero Espada (Espada zero), scalando l'intera classifica. Gli Espada possono essere declassati in qualsiasi momento se menomati, sostituiti da Arrancar più potenti o se hanno disubbidito agli ordini di Aizen. Ad essi è concesso di scegliere un qualsiasi numero di Arrancar a due cifre come subordinati diretti, che vanno a formare la loro Fracción (従属官?, Furashion, in spagnolo "frazione", connotazione giapponese per "ufficiale subordinato"). Ogni Espada possiede inoltre una Caja Negación (反膜の匪?, Kaha Negashion, in spagnolo "scatola di negazione"), un oggetto cubico che permette di rinchiudere temporaneamente una Fracción per punizione ma che può essere usato anche su altri Espada.

#### Coyote Stark
Coyote Stark (コヨーテ・スターク?, Koyōte Sutāku) è il Primera Espada, identificato dall'uno tatuato sul dorso della mano sinistra. L'aspetto della morte che rappresenta è la solitudine. Porta i capelli castano scuro lunghi fino alle spalle e un vistoso pizzetto sul mento. La parte restante della sua maschera di Hollow consiste in una grossa mascella allungata situata tra collo e petto. La sua unica Fracción è Lilynette Gingerback (リリネット・ジンジャーバック?, Ririnetto Jinjābakku), un'Arrancar dall'aspetto di una ragazzina coi capelli verdi e la parte rimanente di maschera da Hollow dalla forma di un elmetto che le copre anche l'occhio sinistro e provvisto di un piccolo corno. Stark e Lilynette erano in origine un unico Hollow, che scisse la sua anima in due per combattere la solitudine che gli derivava da essere così forte da uccidere gli Hollow più deboli o creature inferiori con la sola reiatsu; da allora Stark non ricorda più quale dei due fosse l'originale. I due incontrarono Aizen poco dopo la sua venuta nell'Hueco Mundo e si allearono con lui, felici di aver finalmente trovato qualcuno che potesse sopportare la loro vicinanza senza perire. Il loro carattere è profondamente diverso: Stark appare pigro e disinteressato, mentre Lilynette è aggressiva, violenta e impaziente.
Durante la saga della falsa città di Karakura Stark ingaggia una stanca battaglia con Shunsui Kyōraku, che li vede entrambi affrontarsi piuttosto svogliatamente. Nel frattempo Lilynette cerca di attaccare Jūshirō Ukitake, che tuttavia la disarma e si rifiuta di affrontarla in quanto ragazzina. Incuriosito dai Bankai dei capitani, Stark richiama a sé Lilynette e rilascia la sua Resurrección in modo da spingere Kyōraku ad attivare il suo. A quel punto anche Ukitake scende in campo, considerando la battaglia uno scontro due contro due. Lo scontro viene però interrotto dall'arrivo di Wonderweiss Margela: questi mette fuori gioco Ukitake, mentre Stark stesso approfitta del fatto che Kyōraku si è scagliato contro il giovane Arrancar per prenderlo alle spalle e colpirlo con un Cero. All'arrivo dei Vizard, Stark si ritrova ad affrontare Love Aikawa e Rōjūrō Ōtoribashi, che sconfigge in breve tempo. Prima di poter sferrare il colpo decisivo, tuttavia, viene trafitto alla schiena da Kyōraku. I due continuano quindi il loro duello, finché il capitano non sferra un colpo mortale grazie alla tecnica Irooni di Katen Kyōkotsu. Nei suoi ultimi istanti di vita, Stark si convince di non essere più solo, grazie a Lilynette e agli altri Espada, e si dispiace di non essere stato in grado di ripagare Aizen per averlo salvato dalla solitudine. Stark e Lilynette sono doppiati rispettivamente da Rikiya Koyama e Kiyomi Asai, in italiano da Marco Benedetti e Laura Cherubelli.
La zanpakutō di Stark si chiama Los Lobos (群狼?, Rosu Robosu, in spagnolo "I lupi"; connotazione giapponese per "Branco di lupi") e viene rilasciata al comando "maltratta" (蹴散?, kechirase). A causa della sua natura, per effettuare la resurrección Stark ha bisogno di assorbire Lilynette. Nella sua forma rilasciata Stark assume l'aspetto di un pistolero con una pelliccia e due pistole, in una delle quali si trova Lilynette, e l'occhio sinistro coperto da una parte della maschera Hollow della Fracción. Da una delle pistole Stark può sparare numerosi Cero contemporaneamente, con la tecnica del Cero Metralleta (無限装弾虚閃?, Sero Metorajietta, in spagnolo "Mitragliatrice zero", connotazione giapponese per "Lampo Hollow a raffica"). La vera abilità di Los Lobos consiste nell'evocare un branco di lupi intangibili che si scagliano sull'avversario esplodendo violentemente non appena raggiunto l'obiettivo. I lupi altro non sono che parti dell'anima di Stark e di Lilynette. L'utilizzo del branco di lupi priva temporaneamente l'Arrancar delle sue pistole, che può sostituire con due lame d'energia.

#### Baraggan Luisenbarn
Baraggan Luisenbarn (バラガン・ルイゼンバーン?, Baragan Ruizenbān) è il Segundo Espada. L'aspetto della morte che rappresenta è l'invecchiamento. È il più anziano dei dieci Espada al servizio di Aizen; porta due grandi baffi bianchi e la sua pelle scura e rugosa è solcata da due grandi cicatrici: la prima, sul lato destro del volto, va dalla fronte fino alla guancia, la seconda, sul lato sinistro, va dal mento fino al torace. Indossa un lungo cappotto bianco con pelliccia nera e la parte restante della sua maschera da Hollow ha la forma di una corona provvista di cinque spunzoni. Prima di diventare un'Espada Barragan era l'autoproclamato sovrano dell'Hueco Mundo, che governava da un trono all'aperto in una Las Noches ancora priva di soffitto. Giunto nell'Hueco Mundo Aizen propose al Vasto Lorde un maggior potere se si fosse alleato con lui: sebbene avesse inizialmente rifiutato l'offerta come ridicola, Barragan fu costretto a sottomettersi quando Aizen uccise facilmente molti dei suoi sottoposti, mantenendo però un forte risentimento nei confronti dello Shinigami. Come risultato del suo status precedente, Baraggan è estremamente arrogante e non si fa scrupoli a imporsi sugli altri e a dettare ordini a chiunque, persino ai suoi compagni.

La resurreción di Baraggan Luisenbarn sulla copertina del numero 43 di Bleach

Su ordine di Aizen, Baraggan giunge nella falsa Karakura insieme agli altri Espada Coyote Stark e Tia Harribel. Dopo che Aizen, Ichimaru e Tōsen vengono bloccati dallo Shikai di Yamamoto, Baraggan prende il controllo della situazione e invia quattro delle sue Fracción per abbattere i pilastri a protezione della città. Una volta che i guerrieri inviati a combattere gli Shinigami vengono sconfitti, le restanti Fracción di Baraggan si apprestano a placare la sua ira ingaggiando battaglia con Soifon e Marechiyo Ōmaeda, ma ne escono anch'esse sconfitte, inducendo Barragan a scendere in campo personalmente. Egli fa dimostrazione dei suoi poteri e mette subito alle strette i due Shinigami, decomponendo un braccio a Soifon. La sua avanzata viene momentaneamente interrotta da un missile scagliato dal bankai di Soifon, fino a quando Wonderweiss non disperde il fumo causato dall'esplosione, permettendo all'Arrancar di riprendere il suo attacco. Alla battaglia si aggiunge Hachigen Ushōda, il quale con l'uso di una barriera di kidō, permette a Soifon di mettere a segno un secondo attacco. Barragan sopravvive però all'impatto, riportando comunque gravi ferite, e riesce a colpire il braccio destro del Vizard che inizia a decomporsi; quest'ultimo però trasferisce il proprio braccio all'interno del corpo dell'Espada, il quale viene consumato dal suo stesso potere. Prima di sbriciolare del tutto, Barragan tenta, in un ultimo disperato attacco, di colpire Aizen ma fallisce. È doppiato in giapponese da Shōzō Iizuka e in italiano da Marco Balbi e Oliviero Corbetta (solo episodi 145 e 161).
La zanpakutō di Baraggan si chiama Arrogante (髑髏大帝?, Arogante, in spagnolo "Arrogante", connotazione giapponese "Grande imperatore scheletro"), un'enorme ascia bipenne dalla lunga impugnatura. Una volta effettuato il rilascio, al comando "marcisci/decomponiti" (朽ちろ?, kuchiro), Baraggan riassume il suo aspetto originario di scheletro con indosso un grande mantello con pelliccia e sul capo una vera e propria corona dai connotati regali e la sua arma si trasforma in Gran Caìda (滅亡の斧?, Guran Kaida, spagnolo per "Grande caduta", connotazione giapponese "Ascia del caduto"), un'ascia bipenne molto simile alla forma non rilasciata della zanpakutō ma più stretta e scura. In questo stato, Baraggan è in grado di dissolvere ogni cosa che si trovi nelle vicinanze e in più possiede una particolare abilità, Respira (死の息吹?, Resupira, spagnolo per "Respiro", connotazione giapponese per "Respiro della morte"), un'emanazione gassosa che invecchia e disintegra tutto ciò con cui entra in contatto. Questa tecnica può anche essere rilasciata dalla bocca e la sua velocità può essere dosata. Barragan non risente normalmente degli effetti del suo attacco per via di una protezione esterna che lo rende immune.

##### Fracción di Barraggan
La sua Fracción conta ben sei unità, che Baraggan soprannomina "draghi" e che a loro volta lo idolatrano. Nello scontro tra Shinigami e Arrancar nella falsa città di Karakura, ingaggiano battaglia con gli Shinigami per abbattere i pilastri a protezione della città, ma vengono tutti sconfitti. La Fracción è composta da:
- l'Arrancar 20 Charlotte Cuuhlhourne ( シャルロッテ・クールホーン ?, Sharurotte Kūruhōn), muscoloso, ma dalle tendenze e i comportamenti femminili. Viene sconfitto da Yumichika. Durante la seconda invasione del Vandenreich, Charlotte viene riesumato da Mayuri Kurotsuchi e usato per combattere gli zombie della quincy Giselle Gewelle. È doppiato da Kenta Miyake (ed. giapponese) e da Claudio Ridolfo (ed. italiana). La zanpakutō di Charlotte è Reina de Rosas (レイナ・デ・ロサス?, Reina de Rosasu, spagnolo per, "regina di rose"; connotazione giapponese per "bella regina del giardino di rose"), e rilascia al comando "risplendi"  (煌めけ?, kirameke). La tecnica speciale della sua Resurrección è Rosa Blanca (白薔薇ノ刑?, Rosa Buranka, spagnolo per "rosa bianca", connotazione giapponese per "castigo della rosa bianca"), con la quale afferra l'avversario per il collo e lo stritola, mentre entrambi vengono avvolti da una moltitudine di rovi, che tagliano i due fuori dal resto del mondo.
- l'Arrancar 22 Avirama Redder (アビラマ・レッダー?, Abirama Reddā), la cui maschera ricorda vagamente quella di un uccello rapace, il più agguerrito e dotato di un grande spirito combattivo. Viene sconfitto da Kira. È doppiato da Kazunari Tanaka (ed. giapponese) e da Mattia Bressan (ed. italiana). La zanpakutō di Avirama si chiama Águila (アギラ?, Agira, in spagnolo "aquila"; connotazione giapponese per "aquila da battaglia aerea"), e rilascia al comando "fa' lo scalpo" (頂を削れ?, itadaki o kezure). Una volta in stato di rilascio, assume le sembianze di un essere dal torso e dalle membra umane, ma dalla testa, le zampe e le ali di aquila. Sbattendo quest'ultime, può eseguire varie tecniche.
- l'Arrancar 24 Findor Carias (フィンドール・キャリアス ?, Findōru Kyariasu), ha volto quasi completamente coperto dalla parte di maschera rimastagli, fatta eccezione per la bocca e i capelli, lunghi e biondi, ed è solito apostrofare gli altri con la parola "Exacta". Viene sconfitto da Hisagi. La zanpakutō di Findor si chiama Pinza Aguda (ピンサ アグーダ?, Pinsa Agūda, in spagnolo "pinza affilata"; connotazione giapponese per "spada-granchio taglia correnti"), al comando "incidi la superficie delle acque" (水面に刻め?, minamo ni kizame). In questa forma, le braccia assumono le sembianze di chele da crostaceo, talmente affilate da riuscire a tagliare interi edifici, e acquisisce anche una serie di placche corazzate sul fianco destro del corpo. È doppiato da Takashi Kondo (ed. giapponese) e da Alessandro Germano (ed. italiana)
- l'Arrancar 25 Choe Neng Poww (チーノン・ポウ?, Chīnon Pō), grosso e austero, la cui a parte restante di maschera, che si trova sul mento, ha l'aspetto di una grossa mascella con due protuberanze ai lati. Combatte e sconfigge Ikkaku, ma viene successivamente sconfitto da Komamura. È doppiato da Hiroshi Shirokuma (ed. giapponese) e da Pino Pirovano (ed. italiana). La zanpakutō di Pow si chiama Calderón (カルデロン?, Karuderon, in spagnolo "globicefalo"; connotazione giapponese per "braccio della balena"), al comando "respira" (気吹け?, ibuke) e una volta rilasciata aumenta le sue dimensioni, fino a conferirgli l'aspetto di un enorme cetaceo umanoide.
- l'Arrancar 26 Ggio Vega (ジオ＝ヴェガ?, Jio Vega) dal corpo minuto e snello e dai capelli scuri legati in parte in una treccia, la sua restante parte di maschera da Hollow ha l'aspetto di un teschio di tigre dai denti a sciabola. Viene sconfitto da Soifon. È doppiato da Tetsuya Kakihara (ed. giapponese) e da Andrea Rotolo (ed. italiana). La zanpakutō di Ggio si chiama Tigrestoque (ティグレストーケ?, Tiguresutōke, spagnolo per "stocco della tigre"; connotazione giapponese per "vento rapido della zanna di tigre") al comando "mordi" (食い千切れ?, kuichigire). Nella forma sigillata, la spada ha la forma di una corta katana, sprovvista di punta; una volta rilasciata, l'arrancar si trasforma in una sorta di tigre umanoide dotata di tre lame quadrangolari, due nelle braccia e una all'estremità dei capelli, raccolti in una lunga treccia.
- l'Arrancar 27  Nirgge Parduoc (ニルゲ・パルドゥック?, Niruge Parudukku), dal fisico grasso e dal carattere piuttosto stupido. Viene sconfitto da Omaeda e in seguito inavvertitamente ucciso da Ggio. È doppiato da Daisuke Matsuoka (ed. giapponese) e da Matteo Brusamonti (ed. italiana).La zanpakutō di Nirge si chiama Mamut (マムート?, Mamūto, in spagnolo, appunto, "Mammut"; connotazione giapponese: "gigantesco soldato elefante") e rilascia al comando "calpesta" (踏み潰す?, fumitsubuse), facendo assumere a Nirgge l'aspetto di un Mammuth bipede, con tanto di zanne e proboscide.

#### Tia Harribel
Tia Harribel (ティア・ハリベル?, Tia Hariberu) è il Tercera Espada e l'aspetto della morte che rappresenta è il sacrificio. È l'unico Espada di sesso femminile. Di pelle scura, ha gli occhi verdi e i capelli biondi. Il suo fisico scultoreo mette in risalto un seno formoso, coperto per metà, mentre nell'anime tutto il petto di Harribel viene ricoperto. Il numero che indica il suo rango tra gli Espada è posizionato in basso sul seno destro, mentre la parte restante di maschera da Hollow, coperta dall'abito, le ricopre completamente la mascella e il petto, dal naso fino ai capezzoli, assumendo l'aspetto di fauci serrate. Dal carattere freddo e distaccato, Harribel è estremamente seria e taciturna. L'anime ripercorre le origini di Harribel, quando, da Vasto Lorde dall'aspetto di squalo, proteggeva gli Hollow femmina dagli attacchi di maschi più aggressivi. Dopo aver salvato le tre Adjuchas Emilou Apacci, Franceska Mila Rose e Cyan Sung-Sun, Harribel si inimicò un Hollow dall'aspetto di squalo martello che faceva parte dell'esercito di Baraggan quando questi la invitò per l'ennesima volta a unirsi a lui, che attaccò il gruppo una volta divenuto Arrancar. Le quattro furono salvate dall'intervento di Aizen e, in sintonia con la visione dello Shinigami di evitare inutili sacrifici, Harribel accettò di unirsi a lui, con le tre Adjuchas che divennero la sua Fracción.

La resurreción di Harribel così come appare sulla copertina del volume 42 di Bleach

Partecipa con le sue Fracciones alla battaglia nella falsa Karakura Town, dove affronta Tōshirō Hitsugaya in uno scontro equilibrato. Hitsugaya ricorre allora alla sua tecnica più potente per intrappolare l'avversaria in una prigione di ghiaccio e lasciandola a morire. Harribel viene però liberata dall'urlo di Wonderweiss e riprende il combattimento con il capitano a cui nel frattempo si sono aggiunte le Vizard Hiyori Sarugaki e Lisa Yadōmaru. Dopo aver assistito alle morti di Stark e Barragan, Aizen interrompe il combattimento di Harribel e le squarcia il petto con un singolo colpo, affermando che non serve più ai suoi scopi. L'Arrancar ha ancora le forze per tentare un contrattacco, che però si risolve con un nulla di fatto, prima che Aizen la abbatta definitivamente. Dopo la battaglia, viene però curata insieme alle Tres Bestias da Orihime, riuscendo a tornare all'Hueco Mundo dove sostituisce riluttante Baraggan nel ruolo di regnante. Diciassette mesi dopo, Harribel viene sconfitta dal leader del Vandenreich Yhwach e imprigionata, mentre i Quincy si appropriano dell'Hueco Mundo. È doppiata da Megumi Ogata (ed. giapponese), Debora Magnaghi (ed. italiana).
La zanpakutō di Harribel si chiama Tiburón (皇鮫后?, Tiburon, in spagnolo "Squalo", connotazione giapponese per "Imperatrice squalo") e viene rilasciata al comando "attacca" (討て?, ute). Quando è sigillata, appare come una spada corta e larga con la lama cava al centro. Questa cavità è in grado di raccogliere e rilasciare energia spirituale, e, a questo proposito, è particolarmente efficace nella tecnica chiamata Ola Azul (波蒼砲?, Ōra Azūru, in spagnolo "Onda azzurra", connotazione giapponese per "Cannone dell'onda azzurra"). In stato di resurreción l'arma assume l'aspetto di un lungo dente di squalo piuttosto affusolato e anche l'apparenza dell'Arrancar muta: la maschera che normalmente le copre il viso scompare, lasciando così scoperta la bocca e le guance, sulle quali sono tatuati dei segni a forma di saetta. I suoi vestiti scompaiono del tutto, le parti intime sono coperte da una serie di ossa, così come le spalle e le gambe, provviste di stivali alti fino alle ginocchia. I capelli sono sciolti e sulla schiena sono presenti due strutture ossee simili a code di squalo. In questo stato può fare uso di diverse tecniche legate al controllo e alla manipolazione dell'acqua.

#### Tres Bestias
Le Tres Bestias (3獣神?, Toresu Besutia, in spagnolo "Le tre bestie") sono un trio di Arrancar femminili che compongono la Fracción di Tia Harribel. Esse sono: l'Arrancar 54 Emilou Apacci (エミルー・アパッチ?, Emirū Apacchi), dal carattere arrogante, caparbio e impulsivo, con i capelli neri, portati in un corto caschetto e il frammento di maschera una sorta di corno acuminato al centro della fronte; l'Arrancar 55 Franceska Mila Rose (フランチェスカ・ミラ・ローズ?, Furanchesuka Mira Rōzu), molto alta e affascinante, di carnagione scura e i cui abiti ricordano quelli di una guerriera amazzone; e l'Arrancar 56 Cyan Sun-Sun (シィアン・スンスン?, Shīan Sunsun), più tranquilla delle altre, delle quali detesta l'attitudine a far baccano, ha lunghi capelli neri e tre tatuaggi a forma di goccia sulla guancia destra, sotto l'occhio e l'abitudine di tenere sempre la bocca coperta con una manica. Sebbene le tre siano leali a Harribel e abituate a combattere in gruppo, il loro rapporto è spesso teso e caratterizzato da minacce e insulti. In origine delle Adjuchas salvate da Harribel dalle violenze di Hollow maschi più aggressivi, le tre decisero di rimanere fedeli alla loro salvatrice e di aggregarsi al gruppo di Aizen come Fracción di Harribel.
Nello scontro tra Shinigami e Arrancar nella falsa città di Karakura, le Tres Bestias ingaggiano battaglia con Rangiku Matsumoto. Colpite e ferite da un attacco di Momo Hinamori, decidono di rilasciare le proprie zanpakutō in modo da poter creare la chimera Allon e scagliarla contro i loro avversari. Seppur senza un braccio per la creazione della Quimera Parca, Apache, Mila Rose e Sun-Sun tentano un attacco disperato contro Yamamoto, che aveva annientato in precedenza Allon, venendo però sconfitte dalle fiamme della spada del comandante generale. Dopo la disfatta di Aizen, vengono curate da Orihime e fanno ritorno nell'Hueco Mundo assieme alla loro padrona. Riappaiono durante l'invasione dell'Hueco Mundo da parte del Vandenreich, quando, rifiutando di sottomettersi agli aggressori, attaccano Quilge Opie, venendo però rapidamente sconfitte. Sebbene tentino di ribaltare la situazione evocando Allon, la creatura finisce per essere assorbita dal Quincy. Apacci, Mila Rose e Sun-Sun sono doppiate rispettivamente da Kumi Sakuma, Sayori Ishizuka e Ayumi Sena in italiano Elisa Giorgio, Cinzia Massironi e Sabrina Bonfitto.
La zanpakutō di Apacci è Cierva (碧鹿闘女?, Shieruba, in spagnolo "femmina di cervo, daina") ed è costituita da due semicerchi metallici che l'Arrancar porta ai polsi come due bracciali, provvisti di corte lame ricurve. Una volta rilasciata, al comando "trafiggi" (突き上げろ?, tsukiagero), Apacci sviluppa una pelliccia bruna, degli zoccoli al posto dei piedi e due lunghe corna di cervo. La zanpakutō di Mila Rose è Leona (金獅子将?, Reōna, in spagnolo, "leonessa") ed appare come un gladio romano; se rilasciata al comando "sbrana" (喰い散らせ?, kuichirase), l'arma raddoppia di dimensioni e conferisce alla sua padrona una vistosa criniera, dei lunghi canini affilati e due zampe artigliate che le sostengono i seni. La zanpakutō di Sun-Sun è Anaconda (白蛇姫?, Anakonda) e ha l'aspetto di un sai che l'Arrancar ripone nella manica. Il comando per rilasciarla è "stritola" (絞め殺せ?, shimekorose) e così facendo, la parte inferiore del corpo di Sun-Sun si tramuta in quello di un serpente, conferendole l'aspetto di una nāga. Sacrificando temporaneamente il loro braccio sinistro, le Tres Bestias sono inoltre in grado di utilizzare l'abilità Quimera Parca (混獣神?, Kimera Paruka) ed evocare la chimera Allon.

#### Allon
Allon (アヨン?, Ayon) è una chimera che le Tres Bestias sono in grado di evocare con la loro tecnica definitiva Quimera Parca (混獣神?, Kimera Paruka, in spagnolo "Chimera parca", connotazione giapponese "Bestia divina composita"), sacrificando temporaneamente il loro braccio sinistro. Si presenta come un'imponente creatura su due zampe che riunisce le caratteristiche principali delle tre Fracción: le corna e le zampe posteriori di cervo, la criniera e la forza di un leone e la coda di serpente. Tremendamente forte e veloce, Allon è spinto solo dal desiderio di uccidere, tant'è che non risponde nemmeno agli ordini delle sue padrone. Ricorrendo alla tecnica definita El Martillo (怪槌?, Eru Marutījo, in spagnolo "Martello", connotazione giapponese per "Martello spettrale"), Allon può aumentare la sua forza e le sue dimensioni proporzionalmente alla sua rabbia. Le Fracción di Harribel lo creano durante lo scontro con i vice-capitani Rangiku Matsumoto, Momo Hinamori, Tetsuzaemon Iba e Shūhei Hisagi, su cui riesce in breve tempo ad avere la meglio. Tuttavia viene affrontato e ucciso facilmente dal capitano comandante Yamamoto. Viene ricreato durante l'invasione dell'Hueco Mundo da parte del Vandenreich, durante lo scontro tra Quilge Opie e Ichigo, venendo però assorbito dalla Sklaverei del Quincy. È doppiato da Jōji Nakata.

#### Neliel Tu Oderschvank
Neliel Tu Oderschvank (ネリエル・トゥ・オーデルシュヴァンク?, Nerieru Tu Ōderushuvanku), conosciuta anche come Nel Tu (ネル・トゥ?, Neru Tu) o semplicemente Nel (ネル?, Neru), è un'Arrancar gentile dalle sembianze di bambina con l'abitudine peculiare di dire il contrario di ciò che pensa. Ha i capelli corti color verde acqua; i resti della sua maschera da Hollow consistono in un teschio collocato sulla sua testa, solcato da una vistosa cicatrice che le continua sul volto. Una linea rossa è tatuata sotto gli occhi e attraversa orizzontalmente tutto il viso. Si tratta in realtà dell'ex terzo Espada, posizione che ricopriva nella sua forma adulta, prima di perdere i poteri. In questo stato Nel ha i capelli lunghi e mossi, un fisico statuario e procace e i connotati della maschera con caratteristiche distintive da ariete; il numero "3" è tatuato sulla sua schiena. Non riuscendo ad accettare il fatto che una donna fosse superiore a lui, Nnoitra richiese l'aiuto di Szayel Aporro Grantz allo scopo di vendicarsi, riuscendo così a colpirla a tradimento alle spalle, spaccarle la maschera e scaraventarla fuori da Las Noches. La perdita di parte della maschera causa a Neliel una perdita di reiatsu, provocandole una regressione allo stadio infantile con la conseguente perdita di tutti i ricordi. Nel prese dunque a vivere una vita spensierata con le sue due Fracciones, che si spacciarono per suoi fratelli, proteggendola dai pericoli di Hueco Mundo e accertandosi allo stesso tempo che non ricordasse niente del suo passato.

Neliel Tu Oderschvank nella sua forma adulta così come appare sulla copertina del numero 34 di Bleach

Nel incontra Ichigo e i suoi compagni poco dopo il loro arrivo a Hueco Mundo e, sebbene inizialmente spaventata, si affeziona rapidamente al ragazzo tanto da diventare la loro guida. Per questo, la visione delle torture che Nnoitra riserva ad Ichigo, le scatena la trasformazione al suo stato originale e il recupero di tutti i suoi ricordi. Sul punto di sconfiggere il suo vecchio nemico, tuttavia, Nel ritorna improvvisamente alla forma di bambina e viene sgominata, prima di assistere come spettatrice alla morte di Nnoitra per mano di Kenpachi Zaraki. Diciassette mesi dopo la sconfitta di Aizen, Nel giunge a Karakura Town per avvertire Ichigo che il Vandenreich ha invaso l'Hueco Mundo e che Dondochakka è stato catturato. In seguito, insieme a Grimmjow, raggiunge Ichigo e i suoi compagni per aiutarli nella lotta contro Yhwach e spiega che, grazie a Kisuke Urahara, è in grado di assumere la sua forma adulta a proprio piacimento. È doppiata da Tomoko Kaneda e in italiano da Gea Riva e Veronica Cuscusa nella forma da bambina.
Neliel dimostra di possedere alcune abilità peculiari: la sua saliva, ad esempio, possiede blande capacità curative ed è in grado di ingerire un Cero e di rigettarlo verso il suo avversario. Nella sua forma adulta può inoltre aggiungere un suo proprio Cero a quello ingerito, raddoppiandone la forza; questa tecnica è denominata Cero Doble (セロ・ドーブル?, Sero Doburu, in spagnolo "doppio zero"). La sua zanpakutō è Gamuza (ガミューサ?, Gamyūsa, in spagnolo "Camoscio", connotazione giapponese "Cavaliere antilope"), che rilascia al comando "dichiarati" (え?, utae). In questo stato Nel assume un aspetto simile a quello di un centauro ma con le fattezze da ariete, con lunghe corna ricurve, una coda e un'armatura a protezione delle spalle e delle mani. La sua arma si trasforma inoltre in una grande lancia. Uno dei suoi attacchi è chiamato Lanzador Verde (翠の射槍?, Ransadōru Verude, in spagnolo "Lanciere verde", connotazione giapponese "Giavellotto verde"), che consiste nello scagliare la lancia con un effetto di rotazione direttamente al proprio avversario.

#### Pesche Guatiche
Pesche Guatiche (ペッシェ・ガティーシェ?, Pesshe Gatīshe) è un Arrancar dalle sembianze umanoidi, la cui maschera, dotata di grandi mandibole, ricorda la testa di una formica. Il suo buco da Hollow è posto sul ventre, all'altezza dello stomaco. Al contrario di molti altri Hollow, e dei suoi stessi compagni, Pesche mostra spesso una notevole intelligenza. Giudica le persone dalle apparenze e crede che Ishida sia il più debole membro del gruppo di Ichigo, mentre Chad il più forte.
Era un tempo parte della Fracción di Neliel Tu Oderschvank come Arrancar 41, ma dopo che la sua maschera gli venne strappata da Nnoitra Gilga e che Neliel assunse l'aspetto di bambina con conseguente perdita di ricordi, Pesche prese ad accompagnarla per l'Hueco Mundo, spacciandosi per suo fratello per proteggerla dai pericoli. Una volta incontrati Ichigo e compagni, dopo le prime paure, stringe amicizia con loro. Quando il gruppo si divide, con l'obiettivo di riprendere Orihime, Pesche si ritrova assieme ad Uryū Ishida, assistendolo in tutte le battaglie in cui è coinvolto. È doppiato da Takehito Koyasu.
Pesche possiede un'abilità chiamata Scivoloso Infinito (無限の滑走?, Infinaito Surikku, dall'inglese "Infinite Slick") con cui spruzza del muco su un qualsiasi oggetto sino a renderlo terribilmente scivoloso; al contrario del nome della tecnica, però, il liquido finisce presto. Pesche porta inoltre con sé una spada formata da reishi, Última (究極?, Urutima, in spagnolo "ultima", connotazione giapponese "definitiva"), che tiene nel suo perizoma, ma non è chiaro se si tratti della sua zanpakutō. Lui e Dondochakka sono in grado di combinare i loro Cero per crearne uno più potente denominato Cero Sincrético (融合虚閃?, Sero Shinkuretiko, in spagnolo "Zero sincronizzato", connotazione giapponese "Fusione del lampo Hollow").

#### Dondochakka Bilstin
Dondochakka Bilstin (ドンドチャッカ・ビルスタン?, Dondochakka Birusutan) è un grosso Arrancar dalla curiosa testa a forma di maschera tribale tiki e dall'abito giallo a pois neri. Quando parla, accompagna spesso le sue frasi con l'intercalare "non lo sai?" (ヤンス?, yansu, la traduzione italiana ufficiale corrisponde ad "ecco"). Nonostante l'aspetto minaccioso e poco rassicurante, Dondochakka è estremamente pavido e dal pianto facile, tanto che basta un niente per farlo scoppiare in lacrime di terrore. Era un tempo parte della Fracción di Neliel Tu Oderschvank come Arrancar 42, ma dopo che la sua maschera gli venne strappata da Nnoitra Gilga e che Neliel assunse l'aspetto di bambina con conseguente perdita di ricordi, Dondochakka prese ad accompagnarla per l'Hueco Mundo, spacciandosi per suo fratello per proteggerla dai pericoli. Una volta incontrati Ichigo e compagni, dopo le prime paure, stringe amicizia con loro. Quando il gruppo si divide allo scopo di portare in salvo Orihime, Dondochakka si ritrova ad accompagnare Renji Abarai, irritandolo spesso con la sua goffaggine e scatti emotivi. Nell'ultimo arco narrativo della serie, Dondochakka viene imprigionato dal Vandenreich ed è salvato dall'intervento tempestivo di Ichigo. In italiano è doppiato da Giorgio Bonino.
Dondochakka ospita numerosi insetti all'interno del suo stomaco, tra cui Bawabawa (バワバワ?), un gigantesco Hollow dalla forma di verme, con un'enorme bocca e un paio di corna. Esso è sia l'animale domestico che il mezzo di locomozione di Nel, Pesche e Dondochakka. All'occorrenza Dondochakka può espellere questi insetti per servirsi di loro come alleati in battaglia. Nel suo stomaco custodisce inoltre anche una tetsubo, ma non è chiaro se si tratti della sua zanpakutō. Lui e Pesche sono in grado di combinare i loro Cero per crearne uno più potente denominato Cero Sincrético (融合虚閃?, Sero Shinkuretiko, in spagnolo "Zero sincronizzato", connotazione giapponese "Fusione del lampo Hollow").

#### Ulquiorra Schiffer
Ulquiorra Schiffer (ウルキオラ・シファー?, Urukiora Shifā) è il Quarto Espada, identificato dal "4" tatuato sul lato sinistro del petto. L'aspetto della morte che rappresenta è il nichilismo. Ha corporatura esile, viso bianco, occhi verdi e due linee che attraversano verticalmente le guance; la parte restante della sua maschera Hollow consiste in una sorta di elmo con un corno che ricopre la parte sinistra della testa. Ulquiorra ha un'indole riflessiva, malinconica e priva di emozioni. È uno dei sottoposti più fidati di Aizen, il quale gli affida spesso missioni di grande importanza e gli consente un'autonomia decisionale più ampia rispetto a quella degli altri Arrancar. Rappresenta l'antagonista principale di Ichigo durante la saga dell'Hueco Mundo. È doppiato in giapponese da Daisuke Namikawa e in italiano da Ezio Vivolo.

#### Nnoitra Gilga
Nnoitra Gilga (ノイトラ・ジルガ?, Noitora Jiruga) è il Quinto Espada, identificato dal "5" tatuato sulla lingua; in precedenza ricopriva il ruolo di ottavo Espada. L'aspetto della morte che rappresenta è la disperazione. È estremamente alto e snello, dal volto magro e caratterizzato da un perenne ghigno malvagio. Ha i capelli lunghi e neri e indossa una benda sull'occhio sinistro atta a nascondere il suo foro da Hollow. Attorno ad esso si trova anche la parte rimanente della maschera, che ricorda vagamente due fauci dentate. Nnoitra è estremamente sadico, sanguinario e crudele, e il suo obiettivo è dimostrare di essere il più forte tra tutti gli Espada. Non accettando il fatto che la terza Espada Neliel Tu Oderschvank le fosse superiore, Nnoitra la sconfisse grazie alla sua complicità con Szayel e le ruppe la maschera, facendole perdere il suo status, causandole amnesia e una regressione allo stato infantile.
Nnoitra viene presentato durante l'infiltrazione di Ichigo e compagni nell'Hueco Mundo e, invece che rimanere alla base come ordinato, si allontana in cerca di uno scontro. Dopo aver facilmente sconfitto Yasutora Sado, appena uscito dal suo scontro con Gantenbainne Mosqueda, Nnoitra giunge sul luogo della battaglia tra Ichigo e Grimmjow e si immischia nello scontro al momento della vittoria di Ichigo, torturando i due combattenti. Sul momento di ucciderli, viene però fermato da Neliel, che riacquista la sua forma adulta a causa dell'attaccamento che prova per Ichigo. L'ex terzo Espada sembra avere la meglio, ma si ritrasforma improvvisamente in bambina, venendo facilmente sopraffatta dall'avversario. Con l'arrivo di Kenpachi Zaraki, lo Shinigami e l'Arrancar iniziano un duro combattimento, in cui entrambi si rallegrano di aver trovato un avversario all'altezza di resistere ai loro attacchi. Lo scontro si conclude con la sconfitta di Nnoitra, che viene squarciato dal kendō di Zaraki. È doppiato in giapponese da Nobutoshi Canna e in italiano da Massimo Di Benedetto.
Nnoitra possiede lo hierro più resistente tra tutti gli Espada, talmente denso che la maggior parte degli attacchi hanno scarso effetto su di lui. La sua zanpakutō si chiama Santa Teresa (聖哭螳螂? in spagnolo "mantide religiosa", connotazione giapponese per "sacra mantide piangente") e viene rilasciata al comando "prega" (祈れ?, inore). La sua forma sigillata è quella di una falce gigantesca, con due lame a forma di luna crescente fuse tra loro alla base e munita di una lunga catena che permette al suo possessore di effettuare attacchi a distanza. Nella sua forma rilasciata, Nnoitra acquisisce quattro braccia addizionali e la sua arma di moltiplica in sei, permettendogli di brandirne una con ogni arto. Sul suo capo spuntano inoltre due corna di diversa grandezza, che formano il motivo di una luna crescente. Le sue braccia, così come le sue ferite, possono essere rigenerate.

#### Tesla Lindocruz
Tesla Lindocruz (テスラ・リンドクルズ?, Tesura Rindokuruzu), è l'Arrancar 54 nonché unica Fracción di Nnoitra, un giovane Arrancar biondo che lo idolatra e che Nnoitra tratta con un'aria di estrema superiorità.  Nell'Hueco Mundo verrà incaricato da Nnoitra di eliminare Ichigo, rilasciando in quell'occasione la sua zanpakutō. Verrà però falciato in due da Kenpachi Zaraki, accorso in aiuto del ragazzo. Poco prima di morire, riuscirà ad assistere alla morte del suo padrone, per il quale verserà un'ultima lacrima. E doppiato in giapponese da Yūichi Nakamura e in italiano da Jacopo Calatroni
La sua zanpakutō, Verruga (ベルーガ?, Berūga, in spagnolo, "verruca"; connotazione giapponese: "guerriero zannuto corazzato"), in forma sigillata assume la forma di uno spadino con un chakram integrato tra la lama e l'impugnatura. Una volta rilasciata, al comando  "spazza via" (打ち伏せろ?, uchifusero), fa assumere a Tesla l'aspetto di un grosso facocero bipede dotato di una forza sovrumana.

#### Grimmjow Jaegerjaques
Grimmjow Jaegerjaques (グリムジョー・ジャガージャック?, Gurimujō Jagājakku) è il Sexta Espada, identificato dal "6" tatuato sulla schiena. L'aspetto della morte che rappresenta è la distruzione. Ha gli occhi e i capelli azzurri e la sua parte restante di maschera da Hollow consiste in una mascella posta sulla guancia destra. Il suo foro da Hollow si trova al centro dell'addome. Irascibile e rissoso, Grimmjow è sempre pronto a combattere e a sfidare l'autorità. Nonostante questo, dimostra di possedere un certo senso dell'onore, sentendosi obbligato a ripagare coloro verso i quali si reputa in debito e rifiutandosi di combattere contro soggetti feriti. Prima di diventare un'Espada Grimmjow era il leader di un gruppo di Adjucas, insieme alle sue future Fracción Shawlong, Edrad, Yylfordt, Nakeem e Di Roy, che cacciavano Hollow da divorare per raggiungere lo stato di Vasto Lorde. Infine i suoi compagni si resero conto di non avere i requisiti necessari all'evoluzione, e solo Grimmjow riuscì nell'intento, motivato dal suo orgoglio di diventare il migliore e il re di ogni cosa.
Incuriosito dalla forza degli Shinigami e contravvenendo agli ordini di Aizen, insieme i suoi subordinati Grimmjow si reca nel mondo degli umani dove affronta Ichigo e compagni; il ragazzo diventa da allora il suo nemico giurato. Nel corso dello scontro Grimmjow viene però raggiunto da Kaname Tōsen, che gli intima di tornare nell'Hueco Mundo e per punizione gli taglia il braccio sinistro. È quindi espulso dagli Espada, e il suo posto viene preso da Luppi Antenor. Ricompare durante la missione per rapire Orihime a Karakura Town, al fine di affrontare nuovamente Ichigo. Riesce a batterlo, ma Rukia e Shinji Hirako lo fermano. Tornato all'Hueco Mundo, Aizen lo ricompensa ripristinando la sua posizione tra gli Espada e facendo guarire il suo braccio da Orihime, arto che Grimmjow utilizza subito per uccidere Luppi. All'arrivo di Ichigo e compagni nell'Hueco Mundo, Grimmjow salva Orihime dalle Arrancar Loly e Menoly. In seguito, per avere la possibilità di affrontare indisturbato e ad armi pari Ichigo, intrappola Ulquiorra in un'altra dimensione per qualche ora e intima a Orihime di curarli dalle ferite riportate dai loro precedenti scontri. I due si affrontano al massimo della loro potenza, con Ichigo che ne esce infine vincitore. Grimmjow non sembra volersi arrendere, ma viene atterrato senza preavviso dall'arrivo di Nnoitra Jirga. Dopo la sconfitta di Aizen di Grimmjow si perdono le tracce, fino a quando ricompare durante l'invasione dell'Hueco Mundo da parte del Vandenreich uccidendo Quilge Opie. In seguito collabora con gli Shinigami nella lotta contro i Quincy, affrontando lo Sternritter Askin Nak Le Vaar. È doppiato da Jun'ichi Suwabe e in italiano da Gianluca Iacono.
La zanpakutō di Grimmjow si chiama Pantera (パンテラ? in spagnolo "Pantera", connotazione giapponese per "Re pantera") e viene rilasciata al comando "digrigna" (軋れ?, kishire). Essa permette a Grimmjow di assumere la forma di un felino umanoide, agilissimo e feroce, dotato di una lunga coda, che può usare a mo' di frusta, e le cui mani sono provviste di artigli affilati. Dai gomiti può scagliare sull'avversario cinque dardi appuntiti e distruttivi. La sua tecnica finale nello stato di rilascio è il Desgarrón (の爪? spagnolo per "Lacerazione", connotazione giapponese "Unghie del re pantera"), che consiste nel colpire il nemico con potenti artigli di energia generati dalle dita.
Il suo nome è ispirato a quello dell'architetto britannico Nicholas Grimshaw. Grimmjow compare come personaggio giocante anche nel videogioco Jump Force.

##### Fracción di Grimmjow
La Fracción di Grimmjow è composta da cinque Arrancar, che facevano parte di un gruppo di Adjuchas che volevano diventare Vasto Lorde mangiando altri Hollow di cui faceva parte anche lo stesso Grimmjow.
- l'Arrancar 11 Shawlong Kufang ( シャウロン・クーファン ?, Sharurotte Kūruhōn), il leader delle Fracción di Grimmjow, la cui parte restante di maschera da Hollow si trova sopra la sua testa. Combatte contro Hitsugaya, e da lui viene rapidamente sconfitto dopo aver avuto il permesso di togliere il sigillo che limitava i suoi poteri. La sua Zanpakutō si chiama Tijereta (ティヘレタ?, Tihereta) e rilascia al comando "taglia". Essa crea una specie di armatura che gli copre le braccia e parte superiore del petto, con le dita delle sue mani che diventano lunghi artigli e una lunga coda a forma di forbice posta sulla schiena. È doppiato in italiano da Diego Baldoin.
- l'Arrancar 13 Edraad Liones (エドラド・リオネス?, Edorado Rionesu), un grosso Números dai capelli rossi che, durante il secondo raid degli Arrancar, affronta e viene sconfitto da Ikkaku appena rivela il suo Bankai. La sua zanpakutō si chiama Volcanica (火山獣 (ボルカニカ)?, Borukanika), e, una volta rilasciata al comando "accenditi", conferisce all'Arrancar due grandi braccia bianche in grado di scagliare sul nemico considerevoli quantità di magma incandescente. È doppiato in italiano da Giorgio Bonino.
- l'Arrancar 14 Nakeem Grindina (ナキーム・グリンディーナ?, Nakīmu Gurindīna), un grasso e silenzioso Arrancar dalla singolare maschera Hollow, che viene ucciso da Rangiku Matsumoto durante il secondo attacco degli Arrancar nella città di Karakura grazie al rilascio della sua tecnica. Il nome e le abilità della sua Zanpakutō restano sconosciute. Prima di diventare un Arrancar, Nakeem si era evoluto fino alla forma di un Menos di classe Gillian.
- l'Arrancar 15 Yylfordt Granz (イールフォルト・グランツ?, Īruforuto Gurantsu), un sarcastico Arrancar dai lunghi capelli biondi, molto simile in aspetto al fratello minore Szayel Aporro Grantz, l'8º Espada. È molto potente per il suo rango, tanto che affronta il Bankai di Renji senza trasformarsi, ma viene colto di sorpresa da Ururu Tsumugiya. Infuriato, Riesce a sconfiggerla facilmente rilasciando; in questa forma sconfigge velocemente i suoi avversari, ma, al rilascio totale del sigillo dei poteri di Renji, viene colto di sorpresa dalla forza di quest'ultimo, che lo elimina con il proprio Bankai. La sua zanpakutō si chiama Del Toro (蒼角王子, (デルトロ)?, Derutoro), al comando "infilza" gli conferisce la forma di un toro umanoide. È doppiato in italiano da Matteo Brusamonti.
- l'Arrancar 16 Di Roy Rinker (ディ・ロイ・リンカー?, Di Roi Rinkā) un Arrancar la cui parte della sua maschera da Hollow è in testa, simile a un casco. La bandana che ne avvolge una parte nasconde una ferita che Grimmjow gli aveva procurato quando era ancora solo un Adjuchas. Dopo aver quasi ucciso Chad, viene sconfitto da Rukia grazie alle abilità della sua Zanpakutō. Appena saputo della sua morte, i suoi compagni confessano che era un Arrancar solo di nome, sottolineando il fatto che era scarso, e che li aveva supplicati di portarlo con loro. È doppiato in italiano da Patrizio Prata.

#### Luppi Antenor
Luppi Antenor (ルピ・アンテノール?, Rupi Antenōru) sostituisce per un breve periodo Grimmjow Jaegerjaques come sesto Espada. Ha un aspetto giovanile e androgino. Sul sopracciglio sinistro ha tatuati tre diamanti viola. Le sue mani sono coperte dalle lunghe maniche del vestito, che ricopre anche il numero "6" tatuato sul fianco destro, all'altezza dell'anca. La parte rimanente della sua maschera da Hollow ha l'aspetto di una fila superiore di denti ed è posta sul lato sinistro della testa. Arrogante e altezzoso, non accetta mai la sconfitta e rimprovera continuamente Grimmjow della sua inferiorità. Dopo la caduta in disgrazia di Grimmjow, Luppi è chiamato a sostituirlo come sesto Espada e inviato insieme a Yammy, Wonderweiss e allo stesso Grimmjow ad attaccare Karakura Town. Qui, l'Arrancar affronta gli Shinigami a protezione della città e sembra in vantaggio fino a quando viene congelato da Tōshirō Hitsugaya. Tornato all'Hueco Mundo, Luppi è esterrefatto nell'apprendere che il loro attacco è stato solo un diversivo per permettere ad Ulquiorra di rapire Orihime. La ragazza fa sfoggio dei suoi poteri guarendo il braccio amputato di Grimmjow, col quale l'Arrancar uccide Luppi per riprendersi il suo posto tra gli Espada. Tuttavia, durante la seconda invasione della Soul Society da parte del Vandenreich, Luppi viene schierato da Mayuri Kurotsuchi nella sua battaglia contro Giselle Gewelle. È doppiato da Daisuke Kishio (ed. giapponese) e Marcello Gobbi (ed. italiana).
La zanpakutō di Luppi di chiama Trepadora (蔦嬢?, Torepadōra, in spagnolo "rampicante", connotazione giapponese "principessa d'edera"), il cui aspetto da sigillata ricorda quello di una kodachi. Al comando "strangola" (縊れ?, kubire), Trepadora viene rilasciata: dalla schiena dell'Espada spuntano otto enormi tentacoli che gli permettono di combattere con più avversari alla volta. Da ogni tentacolo possono fuoriuscire delle grosse spine, che aumentano notevolmente i danni inferti agli avversari. Nello stato di rilascio, il frammento di maschera si trasforma, diventando un vero e proprio elmetto.

#### Zommari Leroux
Zommari Leroux (ゾマリ・ルルー?, Zomari Rurū) è il Séptima Espada. È un Arrancar dalla pelle scura e molto muscoloso. In viso presenta alcuni tatuaggi neri, numerosi piercing e due orecchini a forma di teschio. Attorno al collo porta una collana d'osso e in cima al capo calvo sono presenti degli spuntoni posizionati come una cresta, che formano i resti della sua maschera da Hollow. Riflessivo, pragmatico e molto sicuro di sé e della sua forza, affronta con freddezza i suoi avversari, per i quali non riserva alcuna pietà, e trova ingiustificato l'atteggiamento di superiorità che gli Shinigami hanno nei confronti degli Hollow. È un fanatico dei suoi ideali e del suo padrone Aizen, caratteristica che incarna l'aspetto della morte che rappresenta: l'inebriamento.
Dopo la sofferta vittoria di Rukia contro Aaroniero Arruruerie, Zommari scende in campo per finire la Shinigami ormai priva di sensi, ma viene fermato da Byakuya Kuchiki. I due ingaggiano una lotta senza esclusione di colpi: Zommari ricorre alla sua tecnica per prendere il controllo del braccio e della gamba sinistri dello Shinigami, che però ne recide prontamente i tendini e i muscoli per liberarsi dall'influenza dell'Espada; Byakuya utilizza invece il suo bankai, che Zommari respinge proteggendosi all'interno di una sfera difensiva. L'Arrancar prende quindi il controllo di Rukia e, minacciando di ucciderla con la propria zanpakutō, tenta di far arrendere Byakuya; lo Shinigami immobilizza invece la sorella grazie ad un kidō e, irato che Zommari abbia osato alzare la spada contro Rukia, lo finisce con un colpo alle spalle. È doppiato da Taiten Kusunoki e in italiano da Mario Zucca e Luca Semeraro (solo episodio 145).
Zommari ha il Sonido più veloce tra tutti gli Arrancar ed è in grado di ricorrere ad una sua versione potenziata che chiama Gemelos Sonído (双児響転?, Hemerosu Sonīdo, in spagnolo "Gemelli del suono"), una tecnica che gli permette di muoversi a tale velocità da sdoppiarsi producendo fino a cinque cloni, i quali possono disorientare e attaccare l'avversario. La sua zanpakutō si chiama Brujería (呪眼僧伽?, Buruheria, in spagnolo "stregoneria", connotazione giapponese "sangha dell'occhio stregato") e viene rilasciata al comando "placati" (鎮まれ?, shizumare). Una volta in stato di resurrección, le gambe di Zommari si trasformano in una sorta di enorme zucca ricoperta di occhi, struttura all'interno della quale l'Espada può rinchiudersi per resistere agli attacchi più potenti. Il potere della spada, che Zommari chiama poeticamente Amor (愛?, Amoru, in spagnolo "amore"), consiste nel prendere possesso di qualunque parte del corpo dell'avversario, semplicemente guardandolo e stampandovi sopra un simbolo a forma di sole. Essendo simili in natura, Amor può essere annullato completamente ricorrendo al kidō.

#### Szayel Apollo Grantz
Szayel Apollo Grantz (ザエル・アポロ・グランツ?, Zaeru Aporo Gurantsu) è l'Octavo Espada. L'aspetto della morte che rappresenta è la follia. Ha capelli medio-lunghi di colore fucsia e la parte rimanente della sua maschera da Hollow ha la forma di un paio di occhiali rettangolari. Il suo foro da Hollow è posizionato sull'inguine. Possiede i tratti tipici dello scienziato pazzo, considerandosi nientemeno che un genio infallibile con il diritto di comportarsi sadicamente nei confronti degli altri, che considera inferiori e vede esclusivamente come materiale da laboratorio. Usando vari metodi, uno dei quali consiste nell'impiantare sui soggetti dei piccoli congegno rilevatori, riesce ad analizzare e ottenere dati sulla potenza spirituale degli avversari, che utilizza per annullare le loro abilità e rendersi immune agli attacchi. Possiede inoltre un folto gruppo di Fracciones, composto da Hollow modificati su cui ha compiuto degli esperimenti, che se ingeriti gli permettono di ristabilire la sua salute. È doppiato in giapponese da Kōsuke Toriumi e in italiano da Luca Sandri.
Agendo in totale autonomia, ordina alle Exequias di portargli i corpi degli Arrancar sconfitti, in modo da poter analizzare le abilità degli intrusi. In seguito affronta Renji Abarai, riuscendo a metterlo in difficoltà grazie ai dati raccolti dal fratello Yylfordt, ucciso in precedenza dallo Shinigami. Ricevuta notizia della morte del suo compagno Aaroniero Arruruerie, Szayel scaglia tutte le sue Fracción contro Renji, che però viene salvato dall'arrivo di Uryū Ishida. I due riescono a ferire il loro avversario, ma Szayel si riprende divorando la Fracción Lumina e li contringe a combattere contro i loro stessi cloni sfruttando un'abilità della sua resurrección. Quando però l'arena viene distrutta nel combattimento, Szayel decide di ricorrere al suo vero potere, sgominano rapidamente i suoi due avversari e resistendo senza sforzo ad un attacco a sorpresa di Pesche e Dondochakka. Tuttavia Mayuri Kurotsuchi giunge in tempo ad aiutarli ed è in grado di annullare i poteri dell'Espada. Dopo essere stato divorato dal bankai di Mayuri, Szayel rinasce attraverso il corpo di Nemu Kurotsuchi — in cui aveva impiantato un seme dopo averla presa in ostaggio in precedenza — assorbendo però al contempo una massiccia dose di una droga sperimentale contenuta nel corpo della luogotenente. Il siero, una "pozione del superuomo", aumenta esponenzialmente la sua percezione, al punto che dal suo punto di vista un secondo appare come un secolo. Con il corpo incapace di stare al passo con le sue facoltà mentali amplificate, Szayel è virtualmente paralizzato ed è quindi trafitto al cuore da Mayuri e abbandonato ad una morte straziante.
Nell'episodio 299 che funge da prologo al quarto film Gekijō-ban Bleach: Jigoku-hen, dopo essere stato sconfitto Szayel viene trascinato all'Inferno insieme ad Aaroniero Arruruerie, e qui comincia a litigare con il suo compagno, in quanto vuole divorarlo, avvertendolo però che egli è l'ottavo Espada, mentre l'altro il nono. Proprio in quel momento vengono interrotti da Shuren che li sconfigge grazie ai suoi subordinati.
Il nome della sua zanpakutō è Fornicarás (邪淫妃?, Forunikarasu, in spagnolo "tu fornicherai", connotazione giapponese per "concubina lasciva"). Viene rilasciata al comando "succhia" (啜れ?, susure) e richiede che l'Espada inghiotta la sua stessa arma, in modo simile ad un fachiro. Quando questo accade, il corpo di Szayel aumenta le sue dimensioni, fino a scoppiare e a svelare la sua vera forma: la parte inferiore del suo corpo viene sostituita da una massa indefinita di tentacoli, mentre dalla schiena spuntano quattro filamenti, ognuno dotato di dodici protuberanze rosse simili a gocce in caduta. Anche il frammento di maschera si trasforma, diventando una specie di visiera. Dalla schiena può rilasciare un liquido nero che, una volta entrato in contatto con il nemico, produce un clone dello stesso, uguale in aspetto e capacità. Sebbene deboli, ogni clone produce ulteriori copie quando viene distrutto, facendo sì che l'abilità termini solo con la morte di Szayel o se egli decide volontariamente di ritirare i cloni. Utilizzando i suoi tentacoli per assorbire nutrienti dai suoi avversari, con la tecnica Teatro de Titere (人形芝居?, Teatoro de Titere, in spagnolo "Teatro delle marionette"), Szayel è inoltre in grado di creare delle bambole vudù con cui arrecare danno agli organi interni delle vittime. L'abilità di cui va più fiero è però Gabriel (受胎告知?, Gaburiēru), con cui può impiantare un seme di sé stesso in un organismo ospite, all'interno del quale si nutre e cresce sempre più, fino a consumarne gli organi interni e fuoriuscire dalla bocca. Il suo corpo precedente, inoltre, se divorato, assume il controllo del sistema nervoso dell'aggressore, facendolo cadere vittima di Szayel.

#### Aaroniero Arruruerie
Aaroniero Arruruerie (アーロニーロ・アルルエリ?, Āronīro Arurueri) è il Novena Espada. L'aspetto della morte che rappresenta è l'ingordigia. Indossa una lunga maschera bianca atta a celare il viso, in modo da non rivelare la sua vera natura: al posto della testa ha infatti un'ampia capsula di vetro, all'interno della quale, immersi in un liquido conservante, ci sono due piccoli teschi parlanti su ognuno dei quali è presente il "9" nella parte non coperta dalla maschera. Questi comunicano spesso in sincrono e riferendosi a loro stessi come "noi", dando l'impressione che l'Espada abbia una doppia personalità. L'Espada afferma che teneva nascosto il suo aspetto per non essere deriso come in passato (rivelando in modo implicito che forse aveva due teste). Aaroniero è l'unico Gillian tra gli Espada, ma ottenne il ruolo grazie al suo potere unico di assorbire altri Hollow, acquisendone e permettendogli di riprodurne abilità, poteri, memorie e aspetto. Ciò in virtù della sua zanpakutō Glotonería (喰虚?, Gurotoneria, in spagnolo "gola", connotazione giapponese per "Hollow divoratore"), un'appendice posta nel braccio sinistro, che di solito l'Espada copre con un guanto, dotata di innumerevoli tentacoli, che si attiva al comando "divora" (喰い尽くせ?, kuitsukuse). Se rilasciata la parte inferiore del corpo di Aaroniero si trasforma in un enorme mostro tentacolare e dalla consistenza gelatinosa, formato da tutti gli Hollow assimilati in precedenza. In questo stato, Aaroniero è in grado di imitare tutte le abilità assorbite contemporaneamente, compreso l'utilizzo delle zanpakutō. L'esposizione alla luce solare annulla tuttavia i suoi poteri e lo costringe a riassumere la sua forma originaria. Al momento della sua apparizione, Aaroniero afferma di avere divorato 33 650 Hollow, incluso Metastacia, ottenendo così l'abilità di riprodurre l'aspetto e i poteri dello Shinigami Kaien Shiba. È doppiato da Toshihiko Seki (come Kaien Shiba), Ryuzaburo Otomo e Mayumi Yamaguchi e in italiano da Diego Baldoin e Elisabetta Cesone.
In seguito all'arrivo di Ichigo e compagni nell'Hueco Mundo, Aaroniero assume l'aspetto di Kaien Shiba e si mette in cerca di Rukia Kuchiki, sperando di sfruttare il senso di colpa della ragazza per la morte del suo mentore per sbarazzarsi facilmente di lei. Quando però chiede a Rukia di uccidere i suoi amici, Rukia si accorge che quello che ha davanti non è Kaien e si prepara ad affrontare Aaroniero. Sebbene smascherato, l'Espada rivela che il potere di replicare l'aspetto di Kaien gli deriva dall'aver assorbito lo spirito dello Shinigami al suo interno attraverso Metastasia. Convinta che nell'uccidere Kaien ella lo avesse anche liberato, Rukia è sconvolta dalla rivelazione di Aaroniero e viene sopraffatta e gravemente ferita dagli attacchi dell'Espada. Prima di essere uccisa, tuttavia, la ragazza trova nel ricordo delle parole di Kaien la forza per contrattaccare, riuscendo a perforare la capsula di Aaroniero e a sconfiggerlo definitivamente.
Nell'episodio 299 che funge da prologo al quarto film Gekijō-ban Bleach: Jigoku-hen, dopo essere stato sconfitto Aaroniero viene trascinato all'Inferno insieme a Szayel Aporro Grantz. Qui, ormai libero dal controllo di Aizen e cedendo ai suoi istinti di Hollow, Aaroniero decide di divorare il compagno, nonostante fosse il nono Espada mentre il suo avversario l'ottavo. Entrambi, però, vengono sconfitti da Shuren e dai suoi subordinati.

#### Yammy Rialgo
Yammy Rialgo (ヤミー・リヤルゴ?, Yamī Riyarugo) è il Diez Espada, identificato dal "10" tatuato sulla spalla sinistra.. In stato di resurrección, tuttavia, l'"1" sparisce dal tatuaggio facendo assumere a Yammy il rango di Cero Espada e quindi di Espada più forte. L'aspetto della morte che rappresenta è la collera. Ha un fisico possente e la pelle scura. Il capo, privo di capelli, presenta quattro particolari protuberanze. Le folte sopracciglia sono di colore arancione, mentre i capelli tenuti dietro la nuca a coda e le basette ai lati del viso sono neri. La parte restante della sua maschera da Hollow consiste in un'enorme mandibola di osso. Dotato di grande forza, ha un carattere arrogante, scontroso, violento e irascibile. Piuttosto egoista, pensa solo a divertirsi nel combattimento, a mangiare e a dormire.

Yammy Rialgo sulla copertina del numero 41 di Bleach

Yammy è uno dei primi Espada ad essere introdotto, mentre si reca insieme ad Ulquiorra nel mondo dei vivi per trovare Ichigo e sondare le sue potenzialità per conto di Aizen. Durante lo scontro che segue, Ichigo taglia un braccio a Yammy prima che i due Espada si ritirino. Tornato nell'Hueco Mundo, un medico gli riattacca il braccio amputato, e Yammy torna nel mondo dei vivi in compagnia di Luppi, Grimmjow e Wonderweiss per distrarre gli Shinigami come diversivo affinché Ulquiorra possa rapire Orihime. Qui Yammy affronta Kisuke Urahara in una breve battaglia, prima di terminare la missione e tornare a Las Noches, dove si preoccupa di recuperare le energie. In seguito interviene nella battaglia tra Ichigo e Ulquiorra per aiutare il compagno, ma viene scacciato dall'Espada e si scaglia dunque contro Loly e Menoly che stavano vessando Orihime. Prima di poter mettere le mani su Orihime, incappa in una trappola preparata da Ishida che lo fa precipitare giù dalla torre e nella caduta tramortisce accidentalmente Ludbon che stava combattendo contro Rukia. Sfoderata la sua resurrección, Yammy sconfigge rapidamente Rukia, Chad e Renji. Mentre si domanda come uccidere la ragazza, viene attaccato da Ichigo, dopo il combattimento contro Ulquiorra, il cui posto verrà preso poco dopo da Byakuya Kuchiki e Kenpachi Zaraki. Durante lo scontro, Yammy effettua una seconda trasformazione che lo rende ancora più grande e potente, ma viene infine sconfitto dai due Shinigami. È doppiato da Kenji Nomura e in italiano da Francesco Orlando.
Yammi preferisce combattere a mani nude o usando Cero e Bala; ricorrendo alla sua zanpakutō solo in casi estremi. Tra le sue abilità uniche figurano Gonzui (魂吸?), con cui può assorbire le anime dai viventi in un ampio raggio e alla quale possono resistere soltanto individui dotati di grande forza spirituale; l'abilità di accumulare grandi quantità di reiatsu tramite nutrimento e riposo; ed aumentare la sua forza e le sue dimensioni in maniera proporzionale alla sua collera. La sua zanpakutō si chiama Ira (憤獣?, Īra, in spagnolo "collera", connotazione giapponese per "bestia infuriata") e viene rilasciata al comando "infuriati" (ブチ切れろ?, buchikirero). In stato di rilascio Yammy passa dal rango dieci a quello zero e le sue dimensioni assumono connotati giganteschi: sulla schiena e sulle braccia appaiono rispettivamente degli enormi spunzoni tubolari e delle piastre circolari, mentre dai gomiti fuoriescono altri spunzoni. Dietro la parte inferiore del corpo compaiono quattordici gambe e una colossale coda fornita all'estremità di una mazza ossea. In questa forma si vanta di essere più forte di Ulquiorra, Nnoitra e Grimmjow combinati. Inoltre può assumere un'ulteriore trasformazione se la sua collera raggiunge un livello sufficiente: la parte inferiore del corpo viene ricoperta da pelliccia rossa con una spessa coda e le gambe somigliano a quelle di un primate; la schiena è percorsa da una linea di aculei neri e presenta due enormi corna bianche; la maschera presenta quattro corna e gli ricopre completamente la faccia lasciando scoperti solo gli occhi.

### Privaron Espada
I Privaron Espada (十刃落ち?, Puribaron Esupāda, in spagnolo "spade private") sono ex Espada che hanno perso il loro vero numero e ne hanno ricevuto uno a tre cifre. Sono più forti dei normali Números, ma più deboli degli attuali Espada. Nati "naturalmente", senza cioè l'aiuto dell'Hōgyoku, vengono considerati obsoleti.

#### Dordoni Alessandro Del Socaccio
Dordoni Alessandro Del Socaccio (ドルドーニ・アレッサンドロ・デル・ソカッチオ?, Dorudōni Aressandoro Deru Sokacchio) è il 103º Arrancar, privato del suo ruolo all'arrivo di Aizen nell'Hueco Mundo. Il suo aspetto ricorda vagamente lo stereotipo del diavolo, con tanto di baffi a punta e capelli simili a corna, mentre i suoi movimenti e l'utilizzo di parole spagnole come "niño" (soprannome con cui apostrofa Ichigo durante il loro scontro) lo fanno assomigliare ad un torero. La parte restante di maschera da Hollow consiste in una placca posta sulla fronte.

Dordoni Alessandro Del Socaccio sulla copertina del numero 28 di Bleach

Dordoni ingaggia battaglia con Ichigo, che lo sconfigge una volta trasformatosi in Hollow. Subito dopo viene curato da Nel ma, desideroso di tornare un Espada vero e proprio come lo era un tempo, attacca nuovamente Ichigo, che però gli spezza la spada e fugge via. Infine viene raggiunto dalle Exequias, che lo terminano in breve tempo mentre tenta di coprire la fuga di Ichigo cui era riconoscente per aver usato tutto il suo potere nello scontro. In seguito Szayel Aporro Grantz utilizzerà per scopi di ricerca il reiatsu estratto dal suo cadavere. Durante la seconda invasione del Vandenreich, Dordoni riappare tra gli Arrancar riesumati da Mayuri per combattere gli zombie della Quincy Giselle Gewelle.
La sua zanpakutō, che si attiva al comando "turbina" (旋?, maware), si chiama Giralda (暴風男爵?, Hiraruda, spagnolo per "banderuola segna-vento", connotazione giapponese per "vento del barone") e gli consente di creare, attraverso dei fori posti sugli stinchi, svariate creature dall'aspetto serpentino, composte da vento e con una maschera d'osso che ricorda il becco di un cigno. È doppiato in giapponese da Kōji Ishii e in italiano da Massimiliano Lotti.

#### Cirucci Sanderwicci
Cirucci Sanderwicci (チルッチ・サンダーウィッチ?, Chirucchi Sandāwicchi) è la 105º Arrancar. È l'unica donna tra i Privaron Espada, anche lei privata del suo rango e sostituita da Espada più potenti. Il suo aspetto e modo di vestire ricorda quello di una gothic lolita e la sua restante parte di maschera da Hollow prende le sembianze di un fermaglio circolare. Affronta Ishida e viene messa in difficoltà dalle strampalate tecniche di Pesche Guatiche. Sconfitta in questa sua forma dalla Seele Schneider del Quincy, proverà nuovamente ad attaccarlo con una nuova tecnica, ma fallirà anche questa volta. Ishida la risparmia, limitandosi a privarla dei suoi poteri, in seguito viene giustiziata dalle Exequias. Durante la seconda invasione del Vandenreich, Cirucci riappare tra gli Arrancar riesumati da Mayuri per combattere gli zombie della Quincy Giselle Gewelle.
La sua zanpakutō è Golondrina (車輪鉄燕?, Gorondorina, in spagnolo, "rondine"; connotazione giapponese per "rondine meccanica"); quando non è rilasciata, si presenta come un enorme yo-yo dai bordi taglienti col quale colpisce e affetta gli avversari, ma una volta rilasciata, al comando "taglia e uccidi" (掻っ切?, kakkire), le permette di tramutarsi in una sorta di uccello gigante dotato di lame rotanti al posto delle piume. È doppiata da Hōko Kuwashima e in italiano da Jolanda Granato.

#### Gantenbainne Mosqueda
Gantenbainne Mosqueda (ガンテンバイン・モスケーダ?, Gantenbain Mosukēda) è il 107º Arrancar, dalla curiosa acconciatura afro e dalla maschera restante da Hollow a forma di visiera. Si imbatte in Sado, che inizialmente affronta a mani nude. Resosi conto della potenza del ragazzo, decide di rilasciare la sua zanpakutō, venendo però sconfitto dalla micidiale tecnica del braccio sinistro di Chad, La Muerte. Riesce comunque a sopravvivere e verrà curato, insieme a Chad, da Retsu Unohana. La sua zanpakutō è Dragra (ドラグラ?, Doragura, "pugno del drago"). Grazie ad essa egli ottiene le sembianze di un armadillo dotato di due tirapugni elettrici sulle mani, con cui può anche effettuare attacchi a distanza. È doppiato da Masato Funaki e in italiano da Claudio Ridolfo.

### Números

#### Rudbornn Chelute
Rudbornn Chelute (ルドボーン チェルート?, Rudobōn Cherūto) è l'Arrancar 61 e il capo delle Exequias (葬討部隊?, Ekusekiasu, in spagnolo "riti funerari"; connotazione giapponese: "squadra funeraria punitiva"), una squadra speciale con il compito di occuparsi di eventuali intrusi a Las Noches e di amministrare la giustizia, giustiziando gli Arrancar sconfitti dal nemico. Come il resto dei suoi subordinati, Ludbon ha la maschera Hollow che gli ricopre totalmente il volto ma in forma di teschio di bue. La sua zanpakutō si chiama Árbol (髑髏樹?, Arubora, spagnolo per "albero", connotazione giapponese "Albero degradato di teschi") e viene attivata al comando "cresci" (生い上れ?, oiagare). In stato di rilascio, l'addome, il braccio e le spalle vengono avvolti da rami d'albero: questi, nel caso dell'addome, terminano in lunghe radici che gli permettono di spostarsi, mentre nel caso delle spalle, assumono la forma di otto rami dritti per mezzo dei quali può creare all'infinito un esercito di leali guerrieri, in pratica gli altri membri delle Exequias, da lui chiamati Calaveras (カラベラ?, Karabera, spagnolo per "teschi"). Possiede inoltre una sorta di spada, simile ad un ramo.
Durante la saga dell'Hueco Mundo, ingaggia battaglia con Rukia, rilasciando la sua zanpakutō. Durante lo scontro si scopre che è molto orgoglioso del potere conferitogli da Aizen, ma non riesce tuttavia a comprendere il motivo per cui non gli è stato ancora proposto di entrare a far parte del gruppo d'élite degli Espada. Commette l'errore di rivelare la sua abilità a Rukia, la quale riesce rapidamente a volgere la situazione in suo favore congelando alle loro estremità i rami sulla spalla dell'avversario e bloccando così la creazione dei Calaveras. Subito dopo, Ludbon viene travolto da Yammy durante la sua caduta dalla quinta torre e probabilmente ucciso. È doppiato in giapponese da Taro Yamaguchi e in italiano da Edoardo Lomazzi.

#### Wonderweiss Margela
Wonderweiss Margela (ワンダーワイス マルジェラ?, Wandāwaisu Marujera) è l'Arrancar 77. Il suo aspetto è minuto e magro, dai grandi occhi viola e dai capelli biondi. La sua bocca è quasi perennemente aperta. La parte di Hollow rimanente assume la forma di un diadema a tre punte. Wonderweiss è stato creato da Aizen con l'ausilio dell'Hōgyoku con il preciso scopo di annullare la zanpakutō di Yamamoto. Il processo, tuttavia, pur donando all'Arrancar una forza notevole, lo ha privato di qualsiasi forma di razionalità, memoria e intelletto e Wonderweiss si comporta come un bambino che per la prima volta scopre il mondo.
Subito dopo la sua creazione, Wonderweiss è inviato nel mondo reale con Grimmjow, Luppi e Yammy, per distrarre gli Shinigami mentre Ulquiorra rapisce Orihime Inoue. Wonderweiss riappare in seguito durante la battaglia a Karakura Town, accompagnando sul posto un Hollow gigantesco chiamato Fūrā (フーラー?) che libera i capitani traditori dalle fiamme di Ryūjin Jakka. L'Arrancar dimostra subito la sua grande forza mettendo fuori gioco Ukitake con un solo colpo, trapassandogli il petto da parte a parte. Dopodiché emette un urlo tanto forte da liberare Harribel dalla sua prigione di ghiaccio e Baraggan dal fumo che lo circondava. Devastato dalla morte di Fūrā, Wonderweiss attacca la sua carnefice Mashiro Kuna, rompendole parte della sua maschera e facendole perdere i sensi. Il suo colpo di grazia viene prontamente bloccato da Kensei, che decide di intervenire nello scontro. In seguito Wonderweiss corre in soccorso di Aizen, estinguendo le fiamme della zanpakutō di Yamamoto e affrontando il comandante generale in uno scontro a mani nude. Viene infine sconfitto e disintegrato da Yamamoto, ma, poiché Wonderwiess aveva in precedenza assorbito le fiamme di Ryūjin Jakka, il suo corpo esplode minacciando di distruggere con sé l'intera Karakura Town e costringendo Yamamoto a gettarsi sulle fiamme per impedirne la propagazione. È doppiato da Hisayoshi Suganuma.
La zanpakutō di Wonderweiss si chiama Extinguir (滅火皇子?, Esutingiru, in spagnolo "estinguere", connotazione giapponese "principe delle fiamme estinte"), e nella sua forma sigillata si presenta come un grande spadone a due mani dal fodero color porpora. Una volta rilasciata la spada, Wonderweiss si trasforma: le sue spalle diventano più grandi e si innalzano al di sopra della testa e anche i suoi arti subiscono alcune modifiche, diventando più lunghi e sottili. Sull'addome fanno la loro comparsa cinque fori, la parte superiore della testa così come gli occhi vengono coperti da una maschera dotata di tre piccoli corni. Grazie alla sua forma di rilascio può estendere un numero indefinito di braccia che protendono dalle spalle, ognuna avente un'elevata forza.

#### Demora Zodd e Aisslinger Werrnarr
Demoura Zodd (デモウラ·ゾッド?, Demoura Zoddo) e Aisslinger Wernarr (アイスリンガー ウェルナール?, Aisuringā Werunāru) sono due arrancar incompleti che fanno la guardia all'ingresso dell'Hueco Mundo, i numeri 18 e 17. Demora è grosso dalle fattezze simili a quelle di una rana mentre Iceringer è più piccolo e ha una maschera ricordante la testa di un uccello. Demōra può concentrare l'energia sul suo palmo e rilasciarla colpendo l'avversario, il suo speciale attacco usa la sua lingua come una lunga frusta. Iceringer è un combattente a lungo raggio, che usa le sue ali e dita come proiettili.
Combattono entrambi con Ishida e Chad e nonostante in un primo momento riescano a metterli in difficoltà vengono sconfitti quando i due ragazzi si scambiano gli avversari. Sono doppiati rispettivamente da Hajime Ijida e Eiji Takemoto in giapponese e da Claudio Ridolfo e Alessandro Germano in italiano.

#### Loly Aivirrne e Menoly Mallia
Loly Aivirrne (ロリ・アイヴァーン?, Rori Aivān) e Menoly Mallia (メノリ・マリア?, Menori Maria) sono due Arrancar di sesso femminile, le numero 33 e 34. Loly è una ragazza arrogante con i capelli neri raccolti in due code ai lati della testa, una minigonna e i residui della sua maschera attorno all'occhio sinistro. Il frammento di maschera copre invece l'occhio destro di Menoly, che ha i capelli corti e biondi e appare più calma e pacata dell'amica. La zanpakutō di Loly si chiama Escolopendra (百刺毒娼?, Esukoropendora, in spagnolo "millepiedi", connotazione giapponese "cento aghi velenosi") e ha la forma di un pugnale con l'elsa ricurva.
Loly e Menoly sono al servizio diretto di Aizen, che chiede loro di sorvegliare la stanza in cui è rinchiusa Orihime Inoue. Gelose delle attenzioni che il loro capo riserva alla ragazza, le due iniziano a tormentarla, ma vengono fermate dall'intervento di Grimmjow che le ferisce entrambe mortalmente. Quando Orihime usa i suoi poteri per guarirle, la gelosia di Loly si trasforma in pregiudizio. Durante la battaglia per Karakura Town, quindi, insieme a una riluttante Menoly, raggiunge Orihime con l'intenzione di ucciderla, forte del fatto che Aizen, ormai, non la reputa più utile. Tuttavia l'improvviso arrivo di Yammy, frustrato per non poter combattere al fianco di Ulquiorra, sconvolge il suo piano e le due vengono rapidamente sconfitte. In seguito all'invasione dell'Hueco Mundo da parte del Vandenreich, Loly e Menoly si fanno catturare dalla Jagdarmee per tentare di assassinare Quilge Opie, ma il loro piano fallisce e le due vengono brutalmente picchiate dai subordinati del Quincy. Loly e Menoly sono doppiate rispettivamente da Hana Takeda e Hitomi Harada in italiano da Federica Valenti e Jenny De Cesarei.

## Altri Hollow

### Acidwire
Acidwire (アシッドワイヤー?, Ashiddowaiyā) è l'Hollow generatosi dal fratello di Orihime, Sora. Questi, dopo aver ricevuto la maschera, perde personalità e ragione, ottenendo un corpo muscoloso, con la vita all'ingiù terminante in una coda di serpente. È in grado di sputare acido. Viene purificato da Ichigo. È doppiato in giapponese da Yūji Ueda e in italiano da Andrea Rotolo.

### Shrieker
Shrieker (シュリーカー?, Shurīkā) è un Hollow simile ad un incrocio tra un pipistrello e una rana, che perseguita l'anima del bambino Shibata intrappolato nel corpo di un pappagallo. Può volare e controllare delle piccole creature che lui stesso definisce come la sua artiglieria. Facendo vibrare la sua lingua come se fosse un diapason tutte le piccole creature esplodono. In vita, Shrieker era un serial killer che ha ucciso la madre di Shibata, per poi morire egli stesso grazie a uno strataggemma del bambino; trasformatosi in Hollow, quando ritrova Shibata, morto anche lui, gli dà la falsa speranza di poter incontrare nuovamente sua madre nel caso in cui fosse riuscito a sfuggirgli. Invece di essere purificata, la sua anima viene mandata all'Inferno per i crimini orrendi commessi da vivo.
Nell'episodio 299 dell'anime, che funge da prologo per il quarto film, Shrieker riesce a fuggire dall'Inferno grazie all'aiuto di Shuren e dei suoi compagni grazie a un mantello nero e a una maschera, per poi essere mandato a Karakura, dove comincerà a divorare molti Shinigami per poter attirare Rukia. Durante questo scontro la ragazza scoprirà la sua vera identità e avrà quasi la peggio, ma verrà salvata da Renji che, insieme, lo costringono a ritirarsi all'Inferno. Alla fine si scopre che è stato usato da Shuren tramite il suo subordinato Gunjo per sperimentare l'efficienza dei mantelli e poter così uscire dall'Inferno. È doppiato da Hisao Egawa (ed. giapponese) e da Alessandro Germano(ed. italiana).

### Grand Fisher
Grand Fisher (グランドフィッシャー?, Gurando Fisshā) è un Hollow che evade gli Shinigami da più di cinquant'anni. Viene chiamato Grand Fisher ("grande pescatore") poiché il suo metodo preferito di caccia è quello di fornire un'esca, dalla forma di un neonato, per poi cogliere di sorpresa l'avversario, soprattutto umani che si interessano al finto bambino, e divorarlo. È il responsabile della morte della madre di Ichigo, Masaki Kurosaki. Nell'anime, preferisce mangiare donne, ecco perché aveva ucciso la madre di Ichigo; nel manga, si ciba soprattutto di bambini e la donna stava solo intralciando la sua strada.
Dopo essere stato sconfitto da Ichigo, Grand Fisher torna alla base diventando un Arrancar, comunque imperfetto, grazie agli esperimenti condotti su di lui da Aizen. Ritorna quindi sulla Terra con un'immensa zanpakutō sulla sua schiena, alta come un palazzo e, rilasciandola, si trasforma in un mostruoso essere gigantesco. Vuole vendicarsi di Ichigo ad ogni costo, ma trova Kon che sta occupando il suo corpo. L'anima modificata viene salvata da Isshin Kurosaki, che ha recuperato i suoi poteri di Shinigami. Egli distrugge l'avversario con un solo colpo di spada, vendicando così anche la morte della moglie. È doppiato in italiano da Dario Agrillo.

### Runuganga
Runuganga (ルヌガンガ?, Runuganga) è un gigantesco Hollow fatto di sabbia posto a guardia di Las Noches; ha il capo simile a una torre mentre la maschera da Hollow è un volto umanoide con una lunga protuberanza che circonda la testa facendo ricordare dei baffi. È immune agli attacchi diretti e può facilmente controllare la sabbia attorno a lui. Proprio perché fatto di sabbia, l'acqua è il suo unico punto debole, tanto che il ghiaccio generato dalla zanpakutō di Rukia riesce facilmente a sconfiggerlo. È doppiato in giapponese da Taketora e in italiano da Diego Baldoin.

### Battikaroa
Battikaroa (バティカろあ?, Batikaroa) è un gigantesco Hollow fatto di sabbia, molto simile a Runuganga: si differenzia da quest'ultimo per i bracciali sulle spalle, degli aculei intorno al collo e delle escrescenze sulla protuberanza della maschera. Renji e Chad lo combattono insieme ad altri Hollow sotto la quinta torre di Las Noches. Nonostante, essendo fatto di sabbia, sia immune agli attacchi diretti, entrambi riescono a sconfiggerlo distruggendogli la maschera. È doppiato da Hiroshi Shirokuma.

### Hooleer
Hooleer (フーラー?, Fūrā) è un gigantesco Hollow viola dal corpo globoso, dotato di un unico occhio e di maschere di Menos Grande al posto delle unghie. Fa la sua prima apparizione dopo il tradimento di Aizen, prelevando lui, Gin e Tōsen dalla Soul Society. In seguito, accompagna Wonderweiss come rinforzo nella falsa Karakura Town, estinguendo con un soffio il Jōkaku Enjō creato da Yamamoto per imprigionare Aizen, Gin e Tōsen. Dopo l'arrivo dei Vizard, Fura vomita dalla sua bocca numerosi Gillian per attaccarli, che vengono tuttavia sconfitti facilmente. Lo stesso Fura verrà infine ucciso da Mashiro Kuna.

### Metastacia
Metastacia (メタスタシア?, Metasutashia) è un Hollow sperimentale usato da Aizen anni prima che iniziasse la storia narrata. Il suo corpo comprende sei zampe mentre sulla schiena sono posizionati molteplici tentacoli rossastri; la sua maschera è somigliante a un teschio con quattro appendici ai lati degli occhi e della bocca; nelle orbite sono posizionati dei segni simili a fiamme arancioni. Ha l'abilità di annullare i poteri e distruggere una zanpakutō una volta al giorno, oltre a possedere il corpo spirituale di uno Shinigami; è quanto succede, infatti, a Kaien Shiba. Tornato nell'Hueco Mundo, Metastacia viene assorbito da Aaroniero Arruruerie. È doppiato da Hōchū Ōtsuka (ed. giapponese) e da Oliviero Corbetta (ed. italiana)

### White
White (ホワイト?, Howaito) è un Hollow sperimentale usato da Aizen anni prima che iniziasse la storia narrata. Aizen lo ha soprannominato White perché, a dispetto del suo "candore interiore", il suo corpo, tranne i capelli e la maschera, è rivestito da un'armatura nera, sulla cui testa sono posizionate delle corna. Tōsen afferma che fu il primo Hollow sperimentale creato basandosi sull'anima di uno Shinigami, ed è per questo che, a differenza degli altri Hollow, il suo buco è pieno; oltre ad utilizzare il Cero è in grado di hollowificare le sue vittime attraverso un veleno presente al suo interno. Combatte contro Isshin Shiba a Naruki City, mettendolo in difficoltà nonostante il capitano gli avesse mozzato un braccio. Dopo la comparsa di Masaki Kurosaki sul luogo dello scontro, White sposta l'attenzione su di lei, mordendole una spalla e infettandola nel processo. Si autodistruggerà dopo esser stato ferito alla testa dalla sua avversaria, che verrà salvata dalla hollowificazione appena in tempo da Isshin grazie a uno speciale gigai inventato da Kisuke Urahara. Tuttavia, la sua reiatsu passerà da lei a suo figlio, Ichigo Kurosaki, inizialmente come Fullbring, poi, quando il ragazzo risveglierà i suoi poteri di Shinigami, nella sua zanpakutō, Zangetsu, reincarnandosi in una copia del ragazzo chiamata Ogihci. Durante lo scontro con Ulquiorra, Ogihici prende completamente il sopravvento su Ichigo ritrasformandosi in una versione differente di White.